# دور النساء في العصور الوسطى بأوروبا

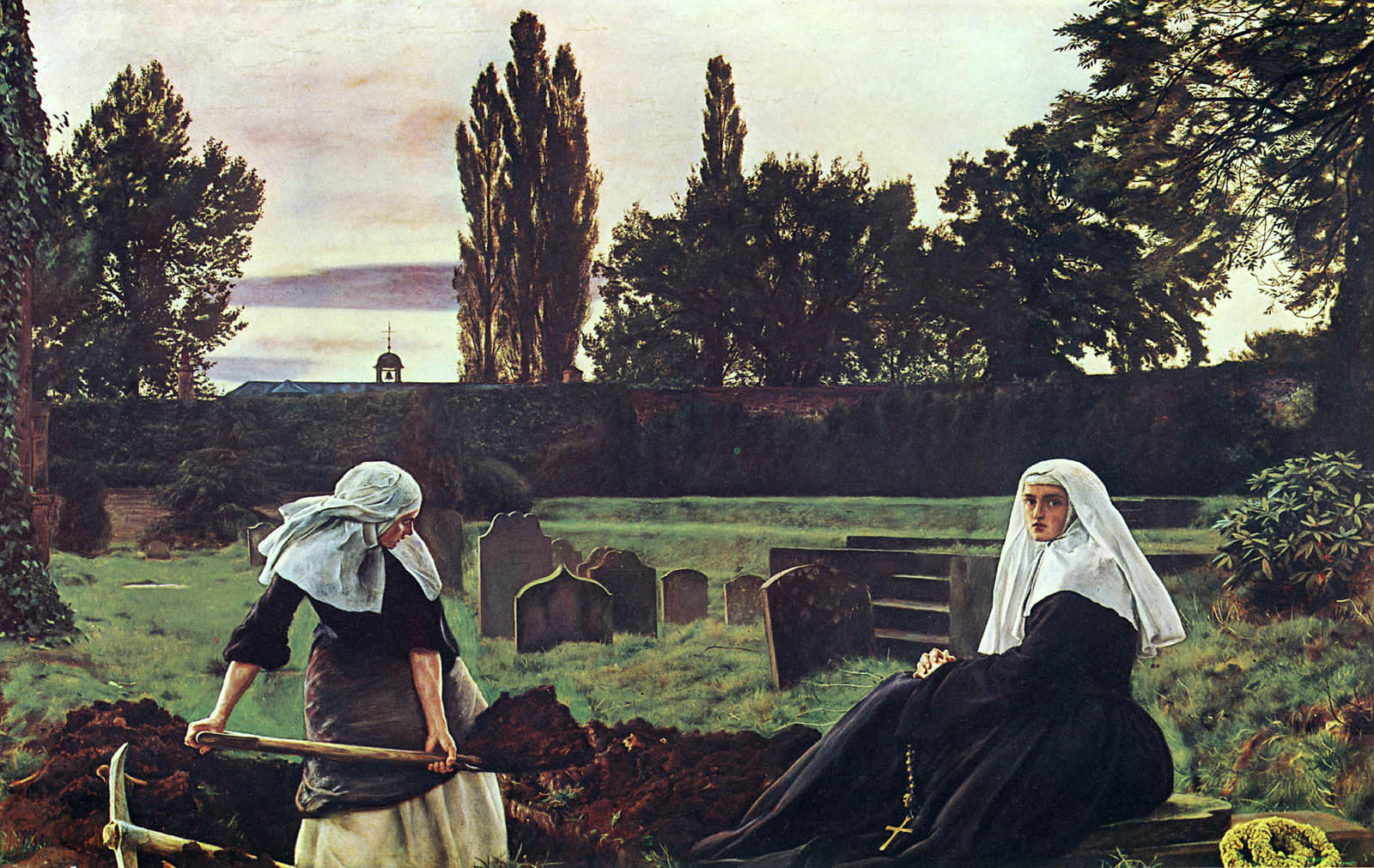
الأديرة المسيحية في العصور الوسطى أتاحت للنساء أحد البدائل للحياة الزوجية.

أدت النساء في العصور الوسطى عددًا من الأدوار الاجتماعية المختلفة. وشغلت النساء في العصور الوسطى، وهي فترة من التاريخ الأوروبي ممتدة من حوالي القرن الخامس إلى القرن الخامس عشر، منصب الزوجة والأم والفلاحة والحرفية والراهبة، وكذلك شغلت بعض الأدوار القيادية الهامة مثل رئيسة دير أو ملكة حاكمة. وقد تغير مفهوم «المرأة» بشكل كبير للغاية من حيث عدة نواحٍ أثناء العصور الوسطى وأثرت عدة قوى على أدوارهن أثناء هذه الفترة.

## العصور الوسطى المبكرة (476–1000)

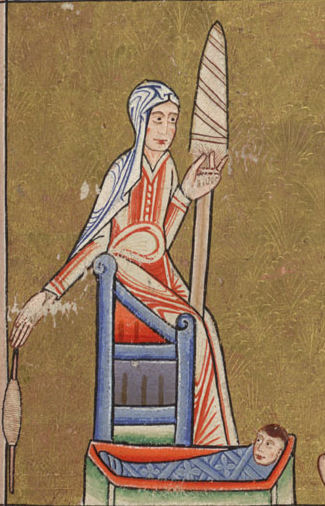
الغزل اليدوي كان أحد الأشكال التقليدية لعمل النساء (رسم توضيحي عام 1170).

كانت الكنيسة الرومانية الكاثوليكية ذات تأثير توحيدي وثقافي كبير في العصور الوسطى مع انتقائها من العلوم اللاتينية والمحافظة على فن الكتابة والإدارة المركزية من خلال شبكة الأساقفة الخاصة بها. وتاريخيًا في الكنائس الكاثوليكية وغيرها من الكنائس القديمة، كان دور الأسقف، مثله مثل الكهنوت، مقتصرًا على الرجال. كما نهى مجلس أورانج الأول (441) عن تنصيب (ترسيم) الشماسات، وهو الحكم الذي كرره مجلس إيباون (517) ومجلس أورليان الثاني (533).
ومع تأسيس الرهبنة المسيحية، باتت أدوار أخرى داخل الكنيسة متاحة للنساء. وابتداءً من القرن الخامس فصاعدًا، وفرت الأديرة المسيحية فرصًا لبعض النساء للهرب من مسار الزواج وتربية الأطفال واكتساب معرفة القراءة والكتابة والقيام بدور ديني أكثر نشاطًا.
وبات بمقدور رئيسات الأديرة أن يصبحن شخصيات مهمة بحكم حقهن الشخصي، وغالبًا ما كان لهن نفوذ على الأديرة وحيازة أراضٍ وسلطة. وأصبحت شخصيات مثل هيلدا التي كانت تعيش في مدينة يتبي (614-680) من الشخصيات المؤثرة على الصعيد الوطني وحتى الدولي.
كان الغزل إحدى الحرف النسائية التقليدية في ذلك الوقت، وكان يتم تنفيذه مبدئيًا باستخدام مغزل وفلكة المغزل؛ وتم تقديم عجلة المغزل بحلول نهاية العصور الوسطى المبكرة.
خلال معظم حقبة العصور الوسطى وحتى إدخال البيرة التي كانت تُصنع باستخدام حشيشة الدينار، كانت عملية التخمير تتم بشكل كبير بواسطة النساء؛ وكان هذا شكلاً من الأعمال التي يمكن القيام بها في المنزل. علاوة على ذلك، كان من المتوقع بشكل عام من النساء المتزوجات أن تساعد أزواجهن في الأعمال التجارية. وهذه الشراكة كانت تُسهل بفعل إمكانية القيام بكثير من الأعمال في المنزل أو بالقرب منه. ومع ذلك، هناك أمثلة مسجلة من العصور الوسطى المبكرة لمشاركة النساء في أعمال تجارية غير الأعمال التجارية الخاصة بأزواجهن.
وكانت القبالة (توليد النساء) تُمارس بشكل غير رسمي وأصبحت تدريجيًا مهنة متخصصة في أواخر العصور الوسطى. وعادة ما كانت النساء تموت أثناء الولادة، على الرغم من أنه إذا بقين على قيد الحياة بعد سنوات الولادة، فيمكن أن تطول أعمارهن مثل الرجال وتصل حتى إلى سن السبعين. وقد ارتفع متوسط العمر المتوقع للنساء خلال العصور الوسطى المبكرة، ويرجع ذلك إلى تحسين التغذية.
وكما هو الحال بالنسبة للفلاحين الرجال، كانت حياة الفلاحات صعبة. كانت المرأة في هذا المستوى من المجتمع تتمتع بقدر كبير من المساوة مع الرجل، ولكن كان هذا غالبًا ما يعني الفقر المشترك. وحتى تحسين التغذية، كان متوسط العمر المتوقع للفلاحات عند الولادة أقل بكثير من نظيره عند الفلاحين الرجال: ربما 25 سنة. ونتيجة لذلك، بلغت نسبة الرجال إلى النساء في بعض المناطق 4 إلى 3. وترسم القصيدة التي كُتبت في أواخر العصور الوسطى فلاح الأرصفة (Piers Plowman) صورة للحياة التي يُرثى لها للمرأة الفلاحة في العصور الوسطى.

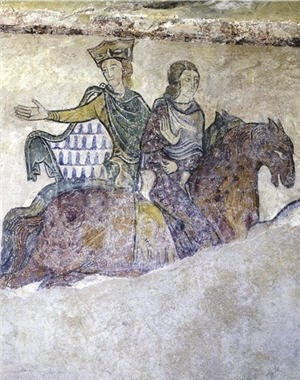
إلينور التي كانت تعيش في أكيتين كانت امرأة ثرية وقوية.

## العصور الوسطى العليا (1100–1300)

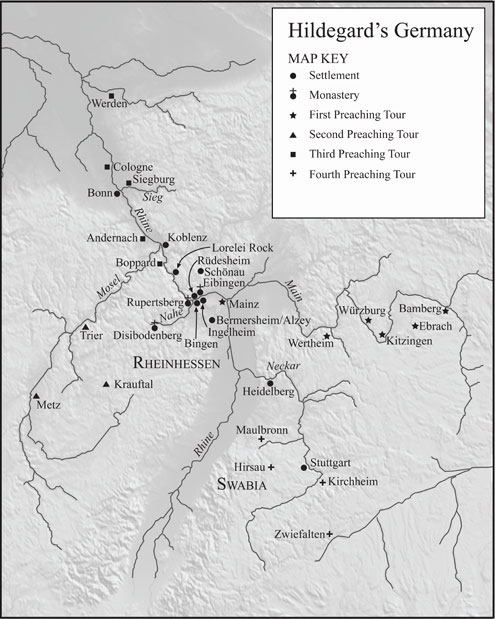
هيلدغارد من بينغن أجرت عددًا من الجولات الوعظية في جميع أنحاء ألمانيا.

كانت إلينور التي كانت تعيش في أكيتين (1122-1204) إحدى أغنى وأقوى النساء في أوروبا الغربية أثناء العصور الوسطى العليا. وكانت راعية لشخصيات أدبية مثل ويس وبينوا دو سانت-مور وكريتيان دي تروا. وخلفت إلينور والدها لتكون دوقة أكيتين صاحبة الحكم وكونتس بواتييه في سن الخامسة عشر من عمرها ثم أصبحت العروس الأكثر تأهلاً في أوروبا.
كانت هيراد من ندسبرغ وهيلدغارد من بينغن وهيلواز دي أرغنتويل رئيسات أديرة ومؤلفات ذات تأثير خلال هذه الفترة. وكانت هادفيش من أنتويرب شاعرة وصوفية.
ومارست كونستانس من صقلية وأوراكا من ليون وقشتالة وجوان الأولى مننافار وميسلندا من القدس وغيرهن من الملكات الحاكمات السلطة السياسية.
وكانت النساء الحرفيات في بعض المدن، مثل نظرائهن من الرجال، يتبعن تنظيميًا لنقابات.

## أواخر العصور الوسطى (1300–1500)

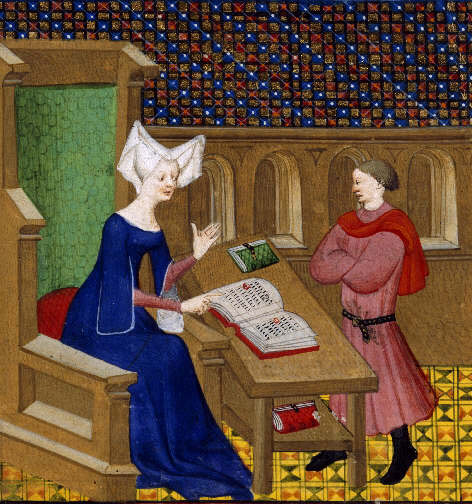
كريستين دو بيزان أصبحت كاتبة محترفة بعد وفاة زوجها في عام 1390.

في أواخر العصور الوسطى، لعبت نساء مثل القديسة كاثرين من سيينا والقديسة تريزا من أفيلا أدوارًا مهمة في تطوير الأفكار اللاهوتية والمناقشة داخل الكنيسة وتم إعلانهن لاحقًا دكاترة الكنيسة الكاثوليكية الرومانية. وكانت الصوفية جوليان من نورويتش من الشخصيات المهمة في إنجلترا.
وحكمت إيزابيلا الأولى ملكة قشتالة مملكة مشتركة مع زوجها فرديناند الثاني ملك أراغون وقادت جان دارك بنجاح الجيش الفرنسي في عدة مناسبات أثناء حرب المائة عام.
كانت كريستين من بيزان كاتبة بارزة في أواخر العصور الوسطى عُرفت بكتاباتها عن قضايا المرأة. وانتقدت في كتابها كتاب مدينة السيدات كراهية النساء، في حين أن كتابهاكنز مدينة السيدات بين بالتفصيل الصورة المثالية للفضيلة النسائية من مناحي الحياة المختلفة من الأميرة إلى زوجة الفلاح. وتتضمن نصيحتها للأميرة توصية باستخدام المهارات الدبلوماسية لمنع الحروب.
من آخر قرن من قرون العصور الوسطى فصاعدًا، بدأ وضع قيود على عمل المرأة وباتت النقابات تضم ذكورًا فقط على نحو متزايد. وبدأت حقوق الملكية الخاصة بالمرأة أيضًا في التقلص خلال هذه الفترة.

## أعمال القرون الوسطى التي تمثل الأنشطة النسائية

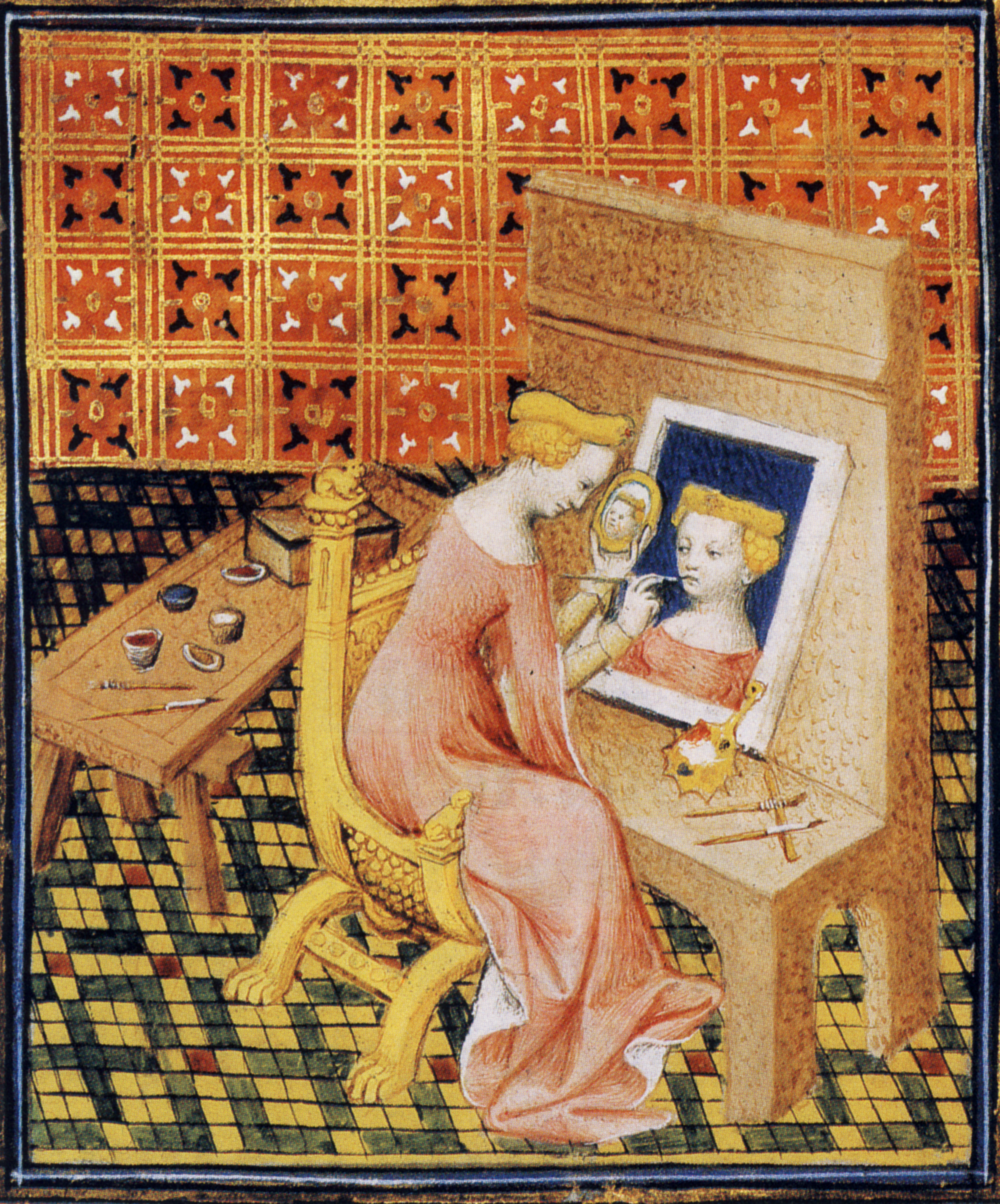
رسم صورة ذاتية.
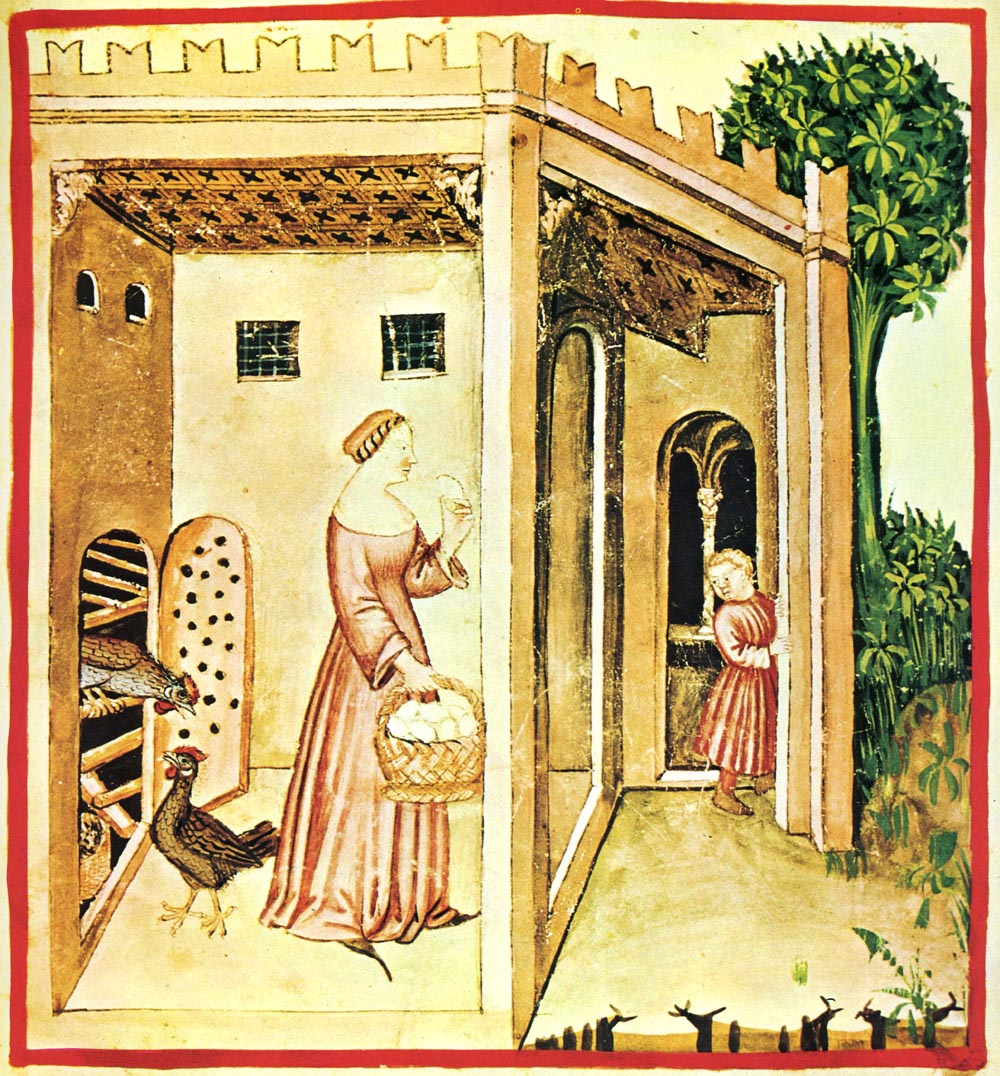
جمع البيض.
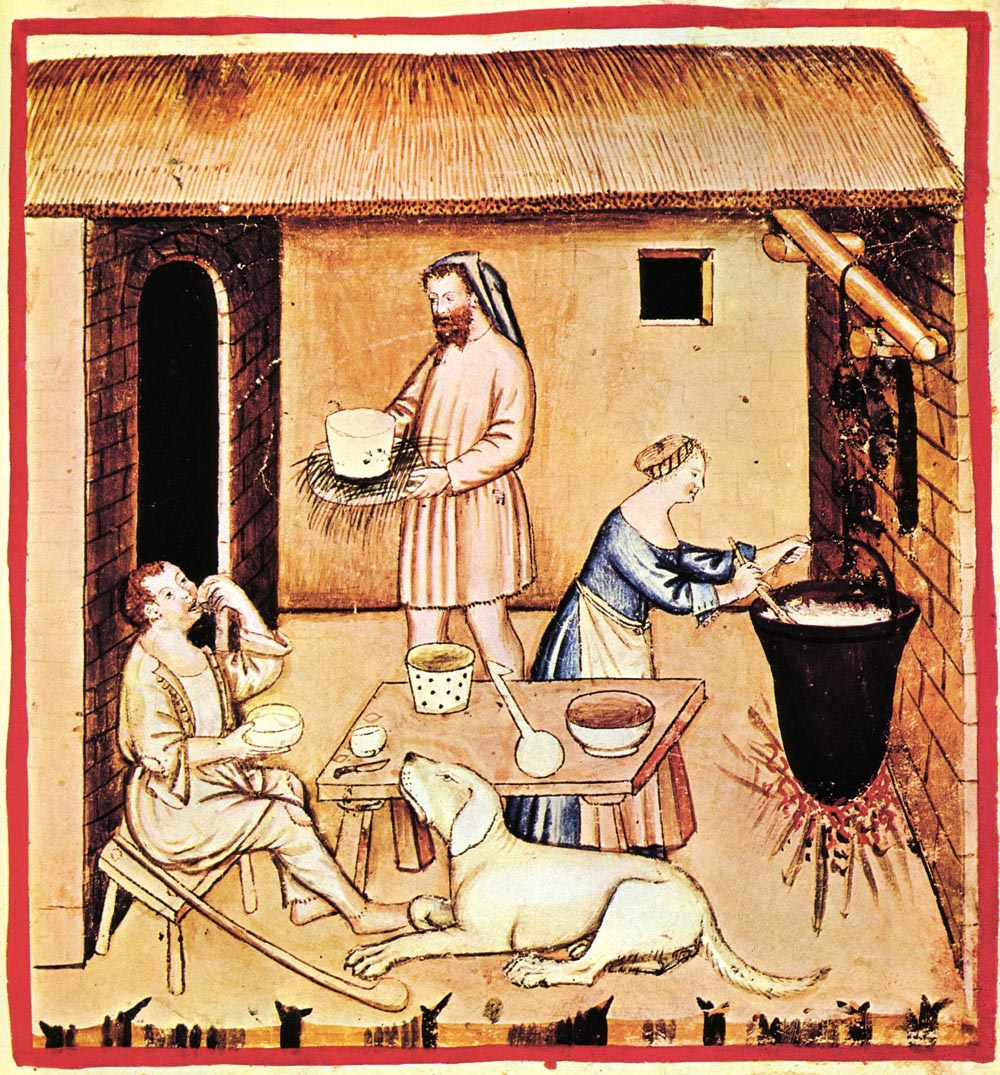
إعداد الجبن.
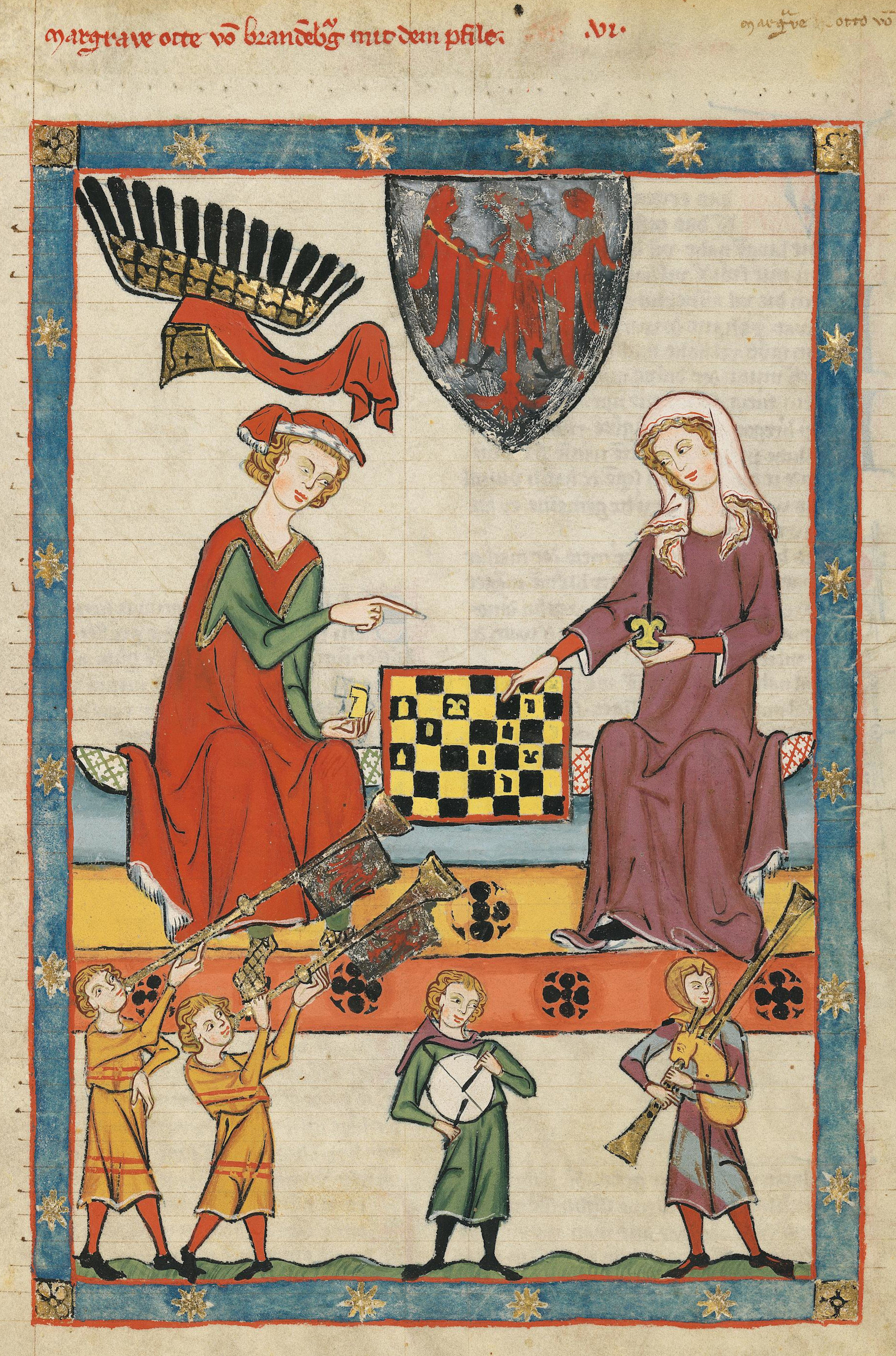
لعب الشطرنج مع رجل.
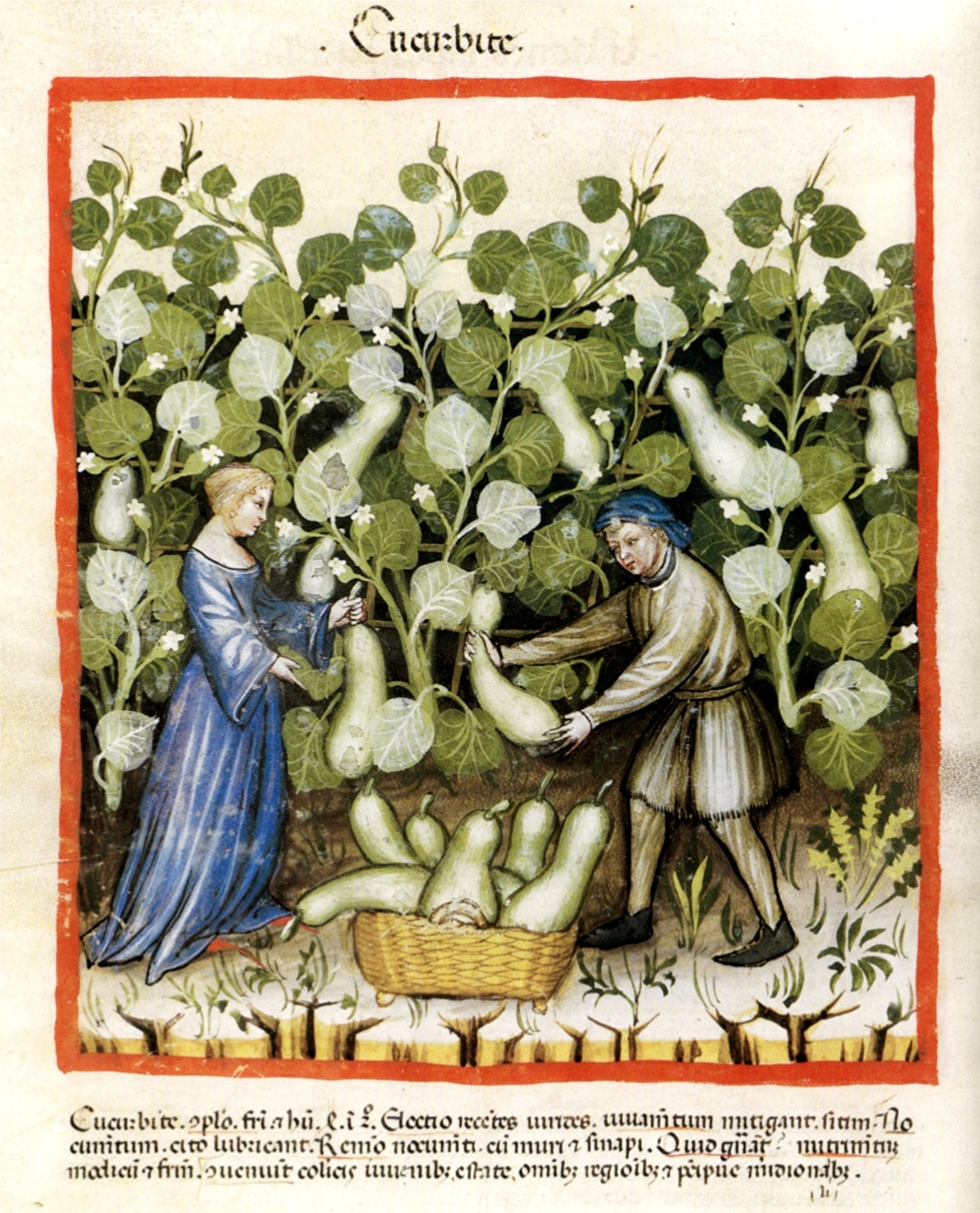
حصاد الثمار في إحدى المزارع مع رجل.
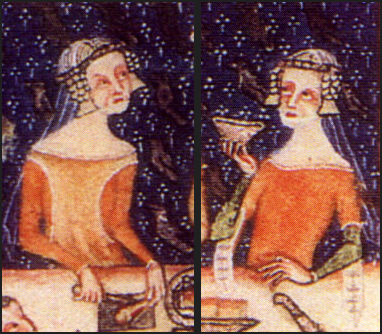
تفاصيل تناول امرأتين للطعام.
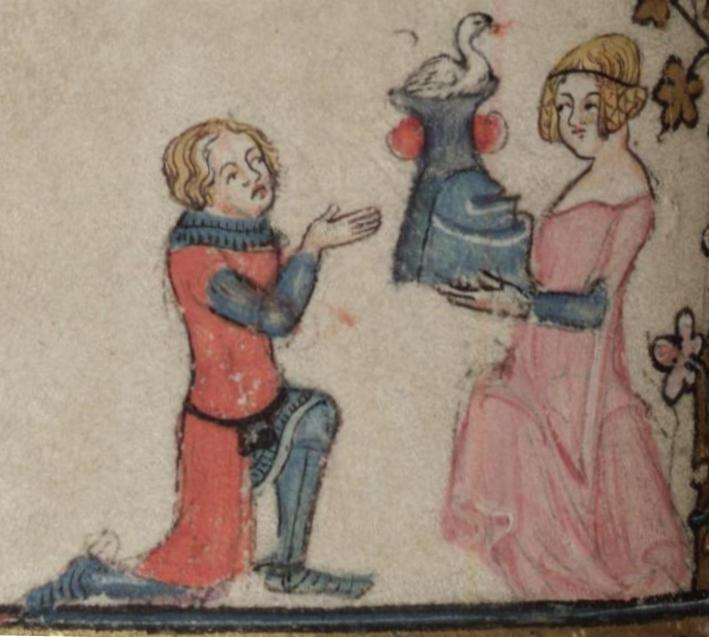
تقديم خوذة متوجة بأوز لفارس.
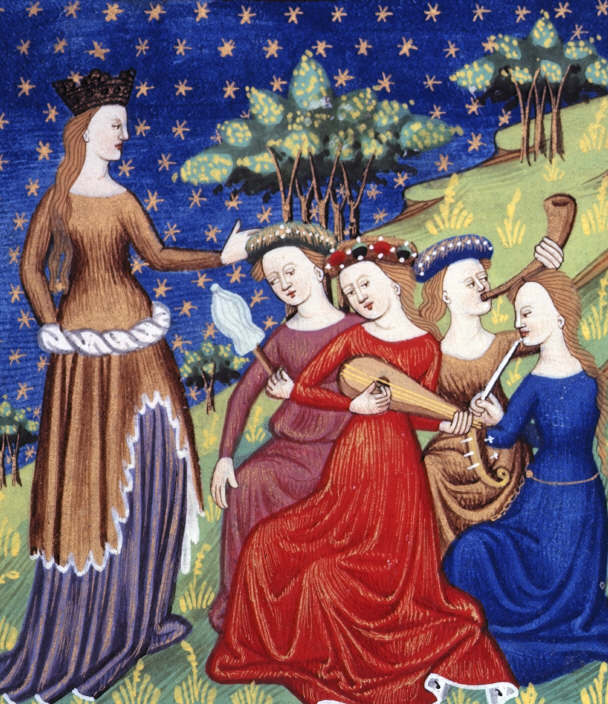
الملكة مع أربع خادمات يلعبن على آلات موسيقية.
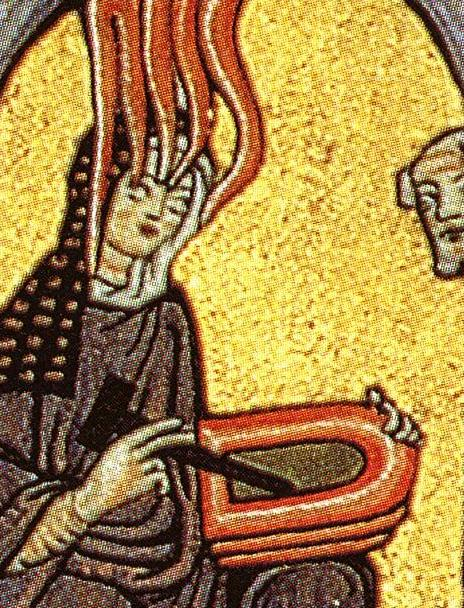
Hildegard of Bingen تلقي الوحي الإلهي.
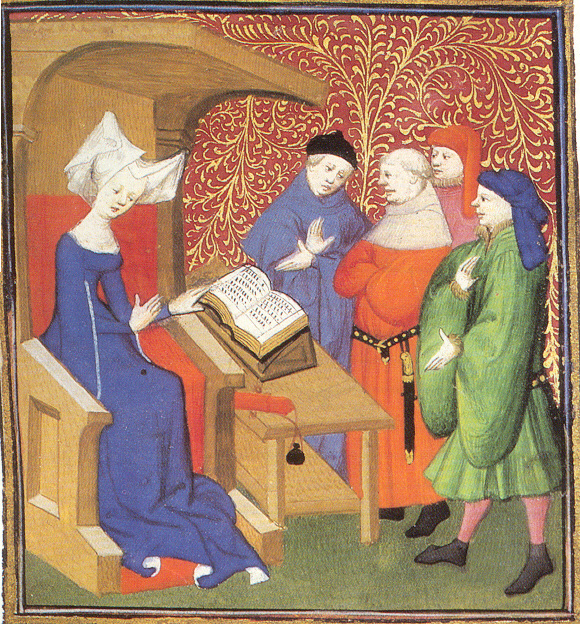
كريستين من بيزان تلقي محاضرة على مجموعة من الرجال.
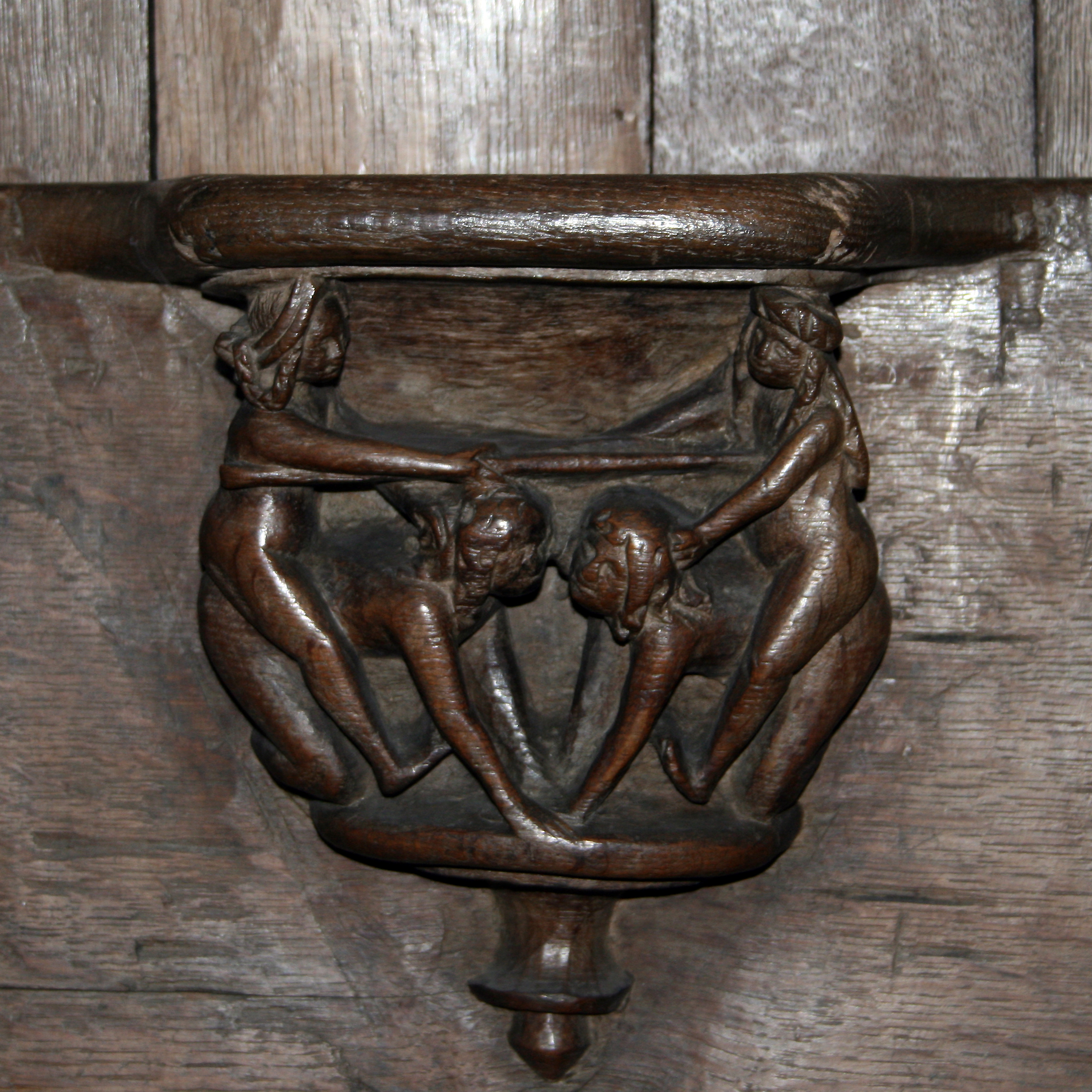
غرفة استراحة رهبان تصور مبارزة خيالية بين امرأتين عاريتين، تقوم كل منهما لامتطاء رجل.
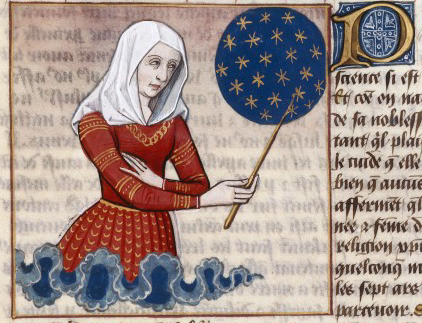
فالتونيا بروبا تدرس تاريخ العالم منذ الخلق من خلال Cento Vergilianus de laudibus Christi.
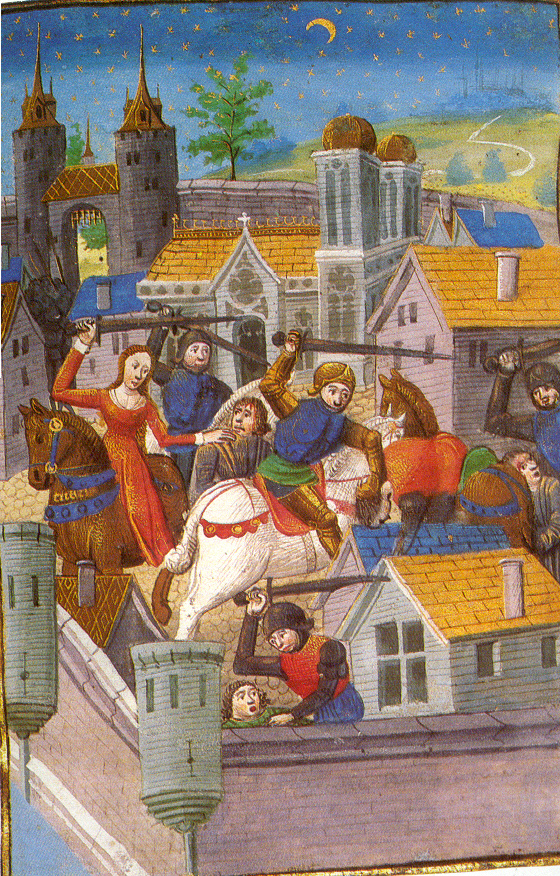
نساء محاربات يساعدن في الدفاع عن المدينة من الهجوم.
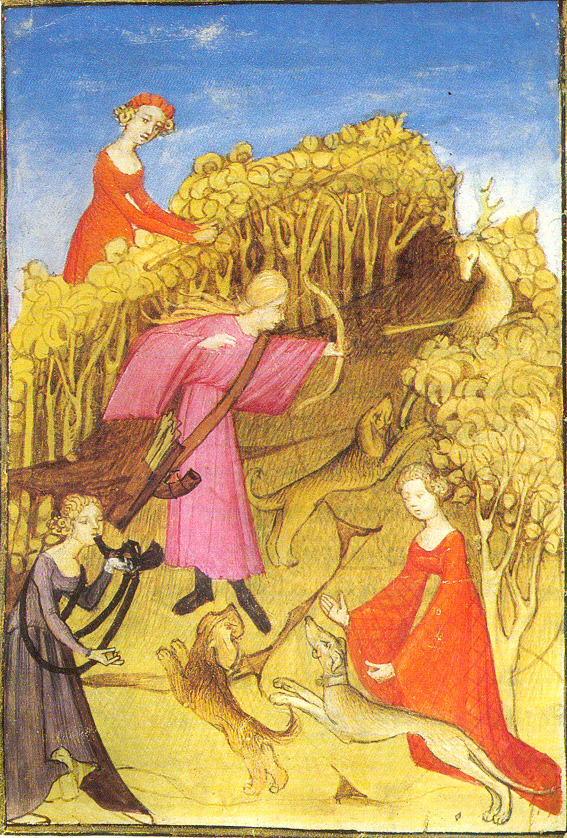
الصيد: النساء في المنتصف يقمن بإطلاق السهام وتستخدم المرأة على اليسار قضيبًا لدفع الطرائد نحو الصيادة.
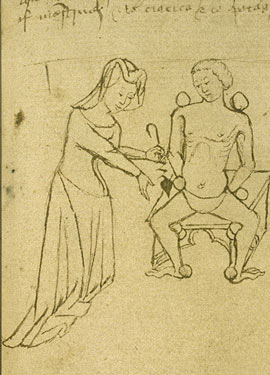
طبيبة تقدم الرعاية الصحية لأحد المرضى. وهي ترتدي أرقى الأزياء المعروفة في ذلك الوقت.
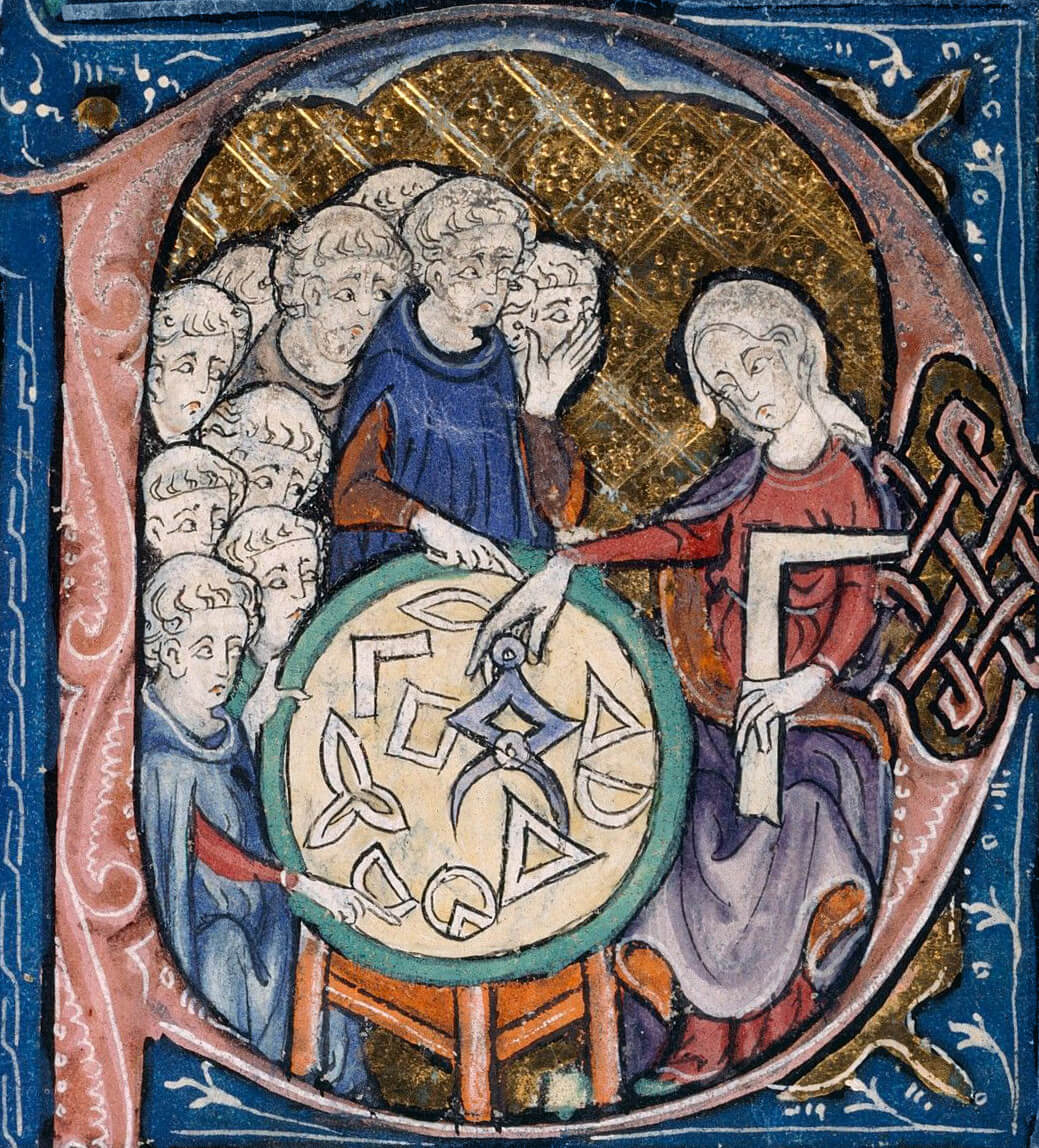
تدريس الهندسة.